# Boris Borisovič Grebenščikov
Boris Borisovič Grebenščikov (in russo Борис Борисович Гребенщиков?; Leningrado, 27 novembre 1953) è un cantautore e chitarrista russo, fondatore e leader del gruppo rock Akvarium nonché uno dei più importanti esponente del panorama rock dell'Unione Sovietica e della Russia, ritenuto padre fondatore del genere in lingua russa. Viene spesso menzionato con le iniziali BG (in russo БГ?).
Dal 2005 conduce il programma Aėrostat, trasmesso da Radio Rossii fino al 2022 e successivamente in streaming.

## Biografia
Grebenščikov nasce il 27 novembre 1953 a Leningrado. Suo padre Boris Grebenščikov (1926 - 1975), era un ingegnere e direttore dell'opitnyj zavod della Compagnia di Navigazione del Baltico. Sua madre Ljudmila Charitonovna Grebenščikova (1929-2009) lavorava presso il Leningradskij dom modelej. Il fratellastro Aleksandr Grebenščikov è il leader del gruppo KROME.
Nel 1971 si diploma alla Scuola di Fisica e Matematica n. 239 di Leningrado. L'anno successivo, insieme allo studente di medicina Anatolij Gunickij "Džordž", fonda la band Akvarium che, fino alla metà degli anni ottanta, suona in contesti underground, effettua registrazioni casalinghe e suona occasionalmente in altre città dell'URSS. Grebenščikov assume il ruolo di chitarrista, cantante e autore della maggior parte delle canzoni del gruppo. Nel 1973, viene registrato il primo album Iskušenie svjatogo Akvariuma, accreditato a "Boris i Džordž". Nel 1974 collabora brevemente con il teatro sperimentale di Erik Goroševskij.
Nel 1976 sposa con Natal'ja Kozlovskaja e due anni dopo nasce la loro prima figlia Alisa Grebenščikova. La coppia divorzierà nel 1980.
Nel 1977 si laurea in matematica applicata presso l'Università Statale di Leningrado e inizia a lavorare presso l'Istituto di Ricerca di Sociologia, continuando a scrivere canzoni e ad esebirsi in sporadici concerti underground. Nello stesso anno contribuisce alla creazione della prima rivista sovietica samizdat' di ampia diffusione dedicata al rock, Roksi (in russo Рокси?).
Nell'estate del 1978, insieme a Mike Naumenko, registra l'album acustico Vse brat'ja — sëstry, con la partecipazione di Michail Fajnštejn. Grebenščikov rimane affascinato dal lavoro di Bob Dylan. Nella primavera del 1980, dopo essersi esibito a marzo al Vesennie ritmy di Tbilisi in una performance ritenuta scandalosa, viene licenziato dal suo lavoro al NIIKSI ed espulso dal Komsomol. Nello stesso anno, divorzia da Kozlovskaja e si sposa con Ljudmila Šurygina, ex moglie del violoncellista degli Akvarium Vsevolod Gakkel'.
Un anno dopo esce il primo vero e proprio album samizdat' del rock russo: Akvarium, divenuto noto come Sinnij al'bom. Nel 1981 il gruppo diventa membro del Leningradskij rok-klub e, a partire dal 1983, partecipa ai festival.
Nel 1982 produce il primo album dei Kino, 45.
Nel 1984 nasce Gleb Grebenščikov, conosciuto come DJ con gli pseudonimi gebe e Dr Grasshoper e dal 2014 percussionista degli Akvarium.

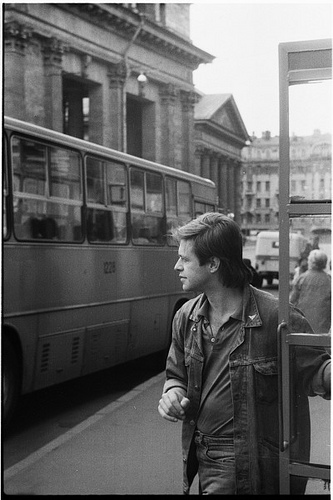
Grebenščikov a Leningrado nel 1987.

Nel 1986 viene pubblicato l'ultimo album samizdat' degli Akvarium, Desjat' strel. Nell'estate del 1986 esce negli Stati Uniti il doppio album Red Wave, prodotto da Joanna Stingray e contenente brani di band underground di Leningrado tra cui gli stessi Akvarium, Kino, Alisa e Strannye igry. Il successo dell'album all'estero favorì la pubblicazione in Unione Sovietica del primo omonimo disco ufficiale degli Akvarium da parte dell'etichetta statale Melodija: noto anche come Belyj Al'bom, è una raccolta contenente brani tratti da Den' Serebra e Deti Dekabrja. 
Nel 1989, Grebenščikov pubblica con la CBS il suo primo album in lingua inglese Radio Silence, prodotto da Dave Stewart degli Eurythmics.
Nel 1989 divorzia da Šurygina e si sposa con Irina Titova, ex moglie del bassista degli Akvarium Aleksandr Titov.
Il 14 marzo 1991, gli Akvarium si sciolgono e Grebenščikov forma la BG-Bėnd (1991-1992), con la quale registra Russkij al'bom. Nel 1992, il musicista crea una nuova formazione chiamata Akvarium 2.0, attiva fino al 1997.
Nel 1993 Grebenščikov viene inserito nel programma annuale del Festival Musique du monde del Théâtre de la Ville di Parigi e tiene un grande concerto nel novembre 1994. Tra il 1993 e il 1996, la Central'noe televidenie realizza diversi documentari su di lui e gli Akvarium, tra cui Akvarium, Vizit v Moskvu (il primo progetto televisivo e radiofonico parallelo stereofonico in collaborazione con la stazione radiofonica Evropa Pljus), Snežnyj lev e Navigator.
Nel 1997, viene insignito del premio Triumf.
Nel 1998, Grebenščikov pubblica Refuge (in Russia, Pribežišče) con la cantante americana Gabriela Roth composto interamente da mantra del buddismo tibetano e in sanscrito.
Nel 2003 ha tenuto un grande concerto al Cremlino di Mosca per celebrare il suo cinquantesimo compleanno. Nel marzo 2005 ha organizzato un incontro tra alcuni musicisti e produttori rock con Vladislav Surkov, vice capo dell'amministrazione presidenziale, che ha suscitato grande attenzione mediatica.
Il 22 maggio 2005 Grebenščikov ha iniziato la sua carriera di conduttore radiofonico con il programma Aėrostat da lui creato e trasmesso dall'emittente statale Radio Rossii.
Il 21 maggio 2007 ha tenuto un concerto al Royal Albert Hall di Londra, nel quale tornerà ad esibirsi sette anni dopo con gli Akvarium per festeggiare i 60 anni.
Nel febbraio 2014 si è esibito per la seconda volta al Théâtre de la Ville di Parigi e nello stesso anno ha pubblicato l'album solista Sol', ritenuto dal critico musicale russo Artemij Troickij come il migliore degli ultimi 40 anni".
Nel 2017 Boris Grebenščikov è stato nominato direttore artistico del festival annuale di San Pietroburgo GLOBAL Music Fest - Časti sveta.
Nel 2019 ha pubblicato la sua traduzione della Bhagavadgītā, testo sacro dell'induismo.
In un'intervista del 2022, ha dichiarato di aver iniziato a vivere a Londra principalmente per motivi legati alla registrazione e produzione musicale.
In un'intervista al programma HARDtalk di BBC News del 5 ottobre 2022, ha spiegato la sua posizione critica sull'invasione russa dell'Ucraina del 2022 e sull'esclusione della cultura russa in altri Paesi. A causa della sua opposizione alla cosiddetta "operazione militare speciale", nel 2023 è stato considerato "agente straniero" dalle autorità russe.

## Discografia

### Prime registristazioni
- 1973 – Iskušenie Svjatogo Akvariuma (come Boris i Džordž)
- 1976 – S toj storony zerkal'nogo stekla(come BG)

### Akvarium
- 1974 – Menuėt zemledel'cu (perduto)
- 1975 – Pritči grafa Diffuzora
- 1981 – Sinij al'bom
- 1981 – Treugol'nik
- 1981 – Ėlektričestvo
- 1982 – Akustika
- 1982 – Tabu
- 1983 – Radio Afrika
- 1984 – Ichtiologija
- 1984 – Den' Serebra
- 1986 – Deti Dekabrja
- 1986 – Desjat' strel
- 1988 – Ravnodenstvie[Nota 1]
- 1990 – Čërnaja roza…[Nota 2]
- 1992 – Arhiv
- 2007 – Feodalizm[Nota 3]
- 2010 – Naša žizn' s točki zrenija derev'ev[Nota 4]
- 2010 – Zapiski o Flore i Faune[Nota 5]
- 2012 – Sroki i ceny[Nota 6]
- 2012 – Tajnaja istorija pčelovodstva

Akvarium 2.0
- 1993 – Biblioteka Vavilona
- 1993 – Ljubimye pesni Ramzesa IV
- 1994 – Peski Peterburga
- 1994 – Kostroma mon amour
- 1995 – Navigator
- 1996 – Snežnyj lev
- 1997 – Giperboreja

Akvarium 3.0
- 1999 – Ψ
- 2000 – Territorija
- 2002 – Sestra Chaos
- 2003 – Pesni rybaka
- 2005 – ZOOM ZOOM ZOOM
- 2006 – Bespečnyj russkij brodjaga
- 2008 – Lošad' belaja
- 2009 – Puškinskaja, 10
- 2010 – Den' radosti
- 2011 – Arhangel'sk
- 2012 – Vozduchoplavanie v kompanii sfinksov
- 2013 – Akvarium +

Akvarium 4.0
- 2016 – Pesni Neljubimych (EP)
- 2017 – Dveri Travy (EP)
- 2020 – Tor
- 2022 – Dom Vsech Svjatych

### Solista
- 1978 – Vse brat'ja – sëstry (con Mike Naumenko)
- 1989 – Radio Silence
- 1992 – Russkij al'bom
- 1994 – Pesni Aleksandra Vertinskogo
- 1996 – Čubčik
- 1996 – Radio London
- 1997 – Lilit
- 1998 – Boris Grebenščikov i Deaduški
- 1998 – Pribežišče (Refuge)
- 1999 – Pesni Bulata Okudžavy
- 2004 – Bez slov
- 2014 – Sol'
- 2018 – Vremja N
- 2020 – Znak Ognja
- 2020 – Uslyš' menja, chorošaja
- 2023 – Pesni bardov
- 2023 – Bogrukinog[28][29][30]
- 2024 – Novyj šëlkovyj put'[31]
- 2024 – √☀ (Square Root Sun)[32]

## Collaborazioni
- 1974 – Pobeda ZA (ZA)
- 1980 – Sladkaja N i drugie (Mike Naumenko)
- 1982 – 45 (Kino)
- 1982 – LV (Mike Naumenko)
- 1983 – Ėkzersisy (Vladimir Čekasin, Sergej Kurëchin)
- 1984 – Načal'nik Kamčatki (Kino)
- 1985 – Bezumnye solov'i russkogo lesa (Sergej Kurëchin)
- 1986 – Podzemnaja Kul'tura (Sergej Kurëhin, Igor' Butman, Boris Grebenščikov)
- 1987 – Bašlačëv VI (Aleksandr Bašlačëv)
- 1988 – V kruge sveta (Mašina vremeni)
- 1989 – Sacred Heart (Shakespears Sister)
- 1991 – Zoopark. Bugi-vugi každyj den' (Mike Naumenko)
- 1991 – Dva kapitana 2 (Sergej Kurëchin)
- 1992 – Zolotye orechi (Ado)
- 1993 – Rock Me But Don't Disrupt My Mind (Joanna Stingray)
- 1993 – Čiž (Sergej Čigrakov)
- 1993 – Titanik na Fontanke (Nautilus Pompilius)
- 1996 – Detskij al'bom (Sergej Kurëchin)
- 1997 – Jablokitaj (Nautilus Pompilius)
- 1997 – Second Sight (Kate St John)
- 2003 – Heart on Snow (Marc Almond)
- 2004 – Skvoz' pal'cy (Nastja)
- 2007 – Stat' Severa (Alisa)
- 2007 – Premonitions of a Shooting Star (Andrej Samsonov e Duo Zikr)
- 2008 – Oleg Sakmarov. Jubilejnyj koncert
- 2009 – Bašlačëv. V kommunalke BG
- 2016 – Čërnyj drozd (in Chimera dei Mel'nica)
- 2019 – Počemu ne padaet nebo (Sčastlivye ljudi)

## Religione
Grebenščikov non aderisce a nessuna religione in particolare. All'inizio degli anni novanta si è interessato al buddismo, definendosi discepolo del lama danese Ole Nydahl, predicatore di una versione europeizzata degli insegnamenti del Karma Kagyü in Occidente e in Russia. Ha visitato più volte l'āśrama del guru indiano Shirdi Sai Baba. Nel 2006 in Malaysia ha incontrato il guru neo-indù Sri Chinmoy, che ha dato al musicista il titolo di Purushottama (dal sanscrito come “uomo magnifico”). Con il sostegno di Sri Chinmoy sono stati organizzati i concerti di Grebenščikov a Londra, all'Albert Hall, e nell'agosto 2007 alle Nazioni Unite, in cui Grebenščikov è stato accompagnato dai discepoli di Sri Chinmoy.
Grebenščikov visita spesso le chiese ortodosse e partecipa alle funzioni, occupandosi anche di catalogare icone russe.
Grebenščikov ha studiato filosofia indiana e cinese e ha tradotto diversi testi dall'inglese. Nel 2009 lavora alla traduzione della Bhagavadgītā dal sanscrito al russo, ritenendolo "il libro più brillante dell'umanità". Il 21 ottobre 2019 Grebenščikov ha annunciato il completamento della traduzione e nell'estate del 2020 il libro è stato pubblicato.

## Impegno politico e sociale
Secondo una dichiarazione del 2015 di Sergej Nikitin, direttore dell'ufficio russo di Amnesty International, Boris Grebenščikov sostiene gli appelli in difesa dei prigionieri politici in tutto il mondo e partecipa alle “maratone” di Amnesty International, durante le quali i partecipanti scrivono lettere alle autorità dei Paesi in cui le persone subiscono violazioni dei diritti umani.
Nel 2015, il musicista ha firmato una lettera al procuratore generale russo invitandolo a prendere provvedimenti urgenti e ad annullare le condanne di Oleh Sencov, Oleksandr Kol'čenko e Hennadyj Afanasiev per terrorismo, chiedendo un processo giusto o la loro liberazione.
Grebenščikov ha condannato più volte i leader del passato sovietico.
Nel febbraio 2014, Grebenščikov ha eseguito per la prima volta dopo molti anni To, čto ja dolžen skazat', dedicandola ai manifestanti morti durante l'Euromaidan. Nello stesso anno, insieme a Maksim Leonidov, Vjačeslav Butusov e Jurij Ševčuk, ha registrato un appello trasmesso dal canale televisivo ucraino 1+1 per condannare la guerra tra Russia e Ucraina. Sempre nel 2014, Grebenščikov si è espresso contro l'annessione della Crimea.
Il 28 settembre 2019 è stato pubblicato su YouTube un video intitolato Večernij M (filmato e registrato da Ivan Vyrypaev), in cui Boris Grebenščikov cantava dei propagandisti televisivi russi dei canali centrali. Dopo una settimana il numero di visualizzazioni su YouTube ha superato i due milioni e la canzone è diventata in pochi giorni un punto di riferimento della cultura popolare russa.
Ha firmato una “Lettera aperta dei sacerdoti e dei laici ai cristiani della Bielorussia”, pubblicata il 25 novembre 2020, a sostegno dei bielorussi sottoposti a violenza per aver partecipato a proteste pacifiche.
Nel novembre 2020, insieme ad altre personalità della cultura russa, ha chiesto all'UNESCO di inserire i monumenti del patrimonio culturale, artistico e architettonico cristiano del Nagorno Karabakh nella lista dei patrimoni dell'umanità.
Nel febbraio 2022 si è espresso contro Invasione russa dell'Ucraina e nel maggio 2023 è stato accusato dalle autorità di aver “screditare l'esercito”. Nel giugno 2023, il Ministero della giustizia russo ha dichiarato Grebenščikov “agente straniero”.

## Onorificenze e premi
Onorificenze
Premi
- Premio Andrej Belij (2021)
- Premio "Puškin i XXI vek" (2020)[57]
- Premio "Svoja koleja" (2003)
- Premio artistico di Carskoe Selo (2002)
- Premio Triumf (1997)